# 屯溪绿茶
屯溪绿茶简称“屯绿”，又称“眉茶”。产于安徽省屯溪。集中产区在黄山脚下的休宁、歙县、宁国、绩溪四县，以及旌德、婺源的东乡等地。因集中于屯溪加工、输出外埠、因此统称“屯溪绿茶”。品种有珍眉、贡熙、特针、雨茶、秀眉、绿片等。